# Baekje
18 av. notre ère – 660
Entités précédentes :
- Puyŏ
- Mahan

Entités suivantes :
- Silla

Baekje (hangeul : 백제 ; hanja : 百濟 ; RR : Baekje, API : /pɛk̚.t͈ɕe/, parfois transcrit Paekche), est un royaume ayant existé de 18 av. J.-C. jusqu'à 660 dans le sud-ouest de la Corée durant la période des Trois Royaumes (Baekje, à l'ouest, Silla, à l'est, et Koguryo au nord), un ensemble de petits États qui sont nommés collectivement Gaya tenant le centre du sud de la péninsule.
Baekje, en tant que royaume, apparait sur le territoire de la confédération de Mahan, de la période précédente, dite des Samhan, [les trois confédérations]. Ces confédérations ayant été Mahan, Byeonhan (qui est devenu Gaya) et Jinhan (qui est devenu Silla).
Baekje traverse d'abord une phase d'expansion jusqu'à 538. Puis la partie Nord lui fut retirée par Koguryo et le royaume se recentra sur sa moitié Sud. Le bouddhisme, encore nouveau en Corée, est soutenu par le pouvoir. Finalement le royaume est détruit par une coalition qui voit l'alliance entre l'empire chinois des Tang et le royaume de Silla (신라). C'est, en fait, Silla qui en profite ; il opère l'annexion en 660, et chasse les chinois peu après.

## Origines légendaires. Contexte
Selon le Samguk sagi (histoire des trois royaumes, rédigée au XIIe siècle) Baekje fut fondé en 18 avant notre ère par Onjo. Il était le fils de Jumong, lequel avait fondé le royaume de Koguryo peu avant. Ce Jumong venait d'une région du nom de son groupe ethnique, puis un royaume nommée Puyŏ, situé au nord de la Mandchourie. En quittant Puyŏ, il y laisse son fils Yuri. Il s'installe près du fleuve Han (anciennement Ugni, hangeul : 욱리하 ; hanja : 郁里河), au centre de la péninsule coréenne.
Selon le Samguk Yusa, c'est Jumong qui s'enfuit de Puyŏ, où il était persécuté, vers Jolbon (en), où il épouse So Seo-no la fille d'un chef local, et où il crée le royaume de Koguryo.
Jumong devient le Roi divin Dongmyeong et a deux autres fils avec So Seo-no : Onjo et Biryu (en). Quand Yuri, le fils de Jumong issu de son premier mariage (à Puyŏ) arrive au palais de Koguryo, son père en fait le prince héritier. Réalisant que Yuri deviendrait le prochain roi, So Seo-no quitte Koguryo, emmenant ses deux fils Biryu et Onjo au sud pour fonder leurs propres royaumes avec leur peuple, soit dix vassaux. On[Qui ?] se souvient d'elle comme d'une figure clé dans la fondation de Koguryo et de Baekje. Onjo et Piryu reçoivent des terres du Chef de Mahan. Onjo fonde une ville à Wiryeseong (actuelle Séoul, capitale de la Corée du Sud), d'après l'avis de ses conseillers, et appelle son royaume Sipje (c'est-à-dire « Dix vassaux ») ; quant à Piryu, il ignore cet avis et décide de vivre au bord de la mer. Il construit donc la ville de Michuhol (actuelle Incheon).
Toutefois l'eau salée et les marais rendent la vie difficile, alors que les habitants de Wirye vivaient prospères. Honteux d'avoir ignoré le conseil de sa suite, Biryu se tue. Les habitants de Michuhol se déplacent alors à Wirye et le roi Onjo les accueille et renomme le pays « Baekje » (« Cent vassaux »).

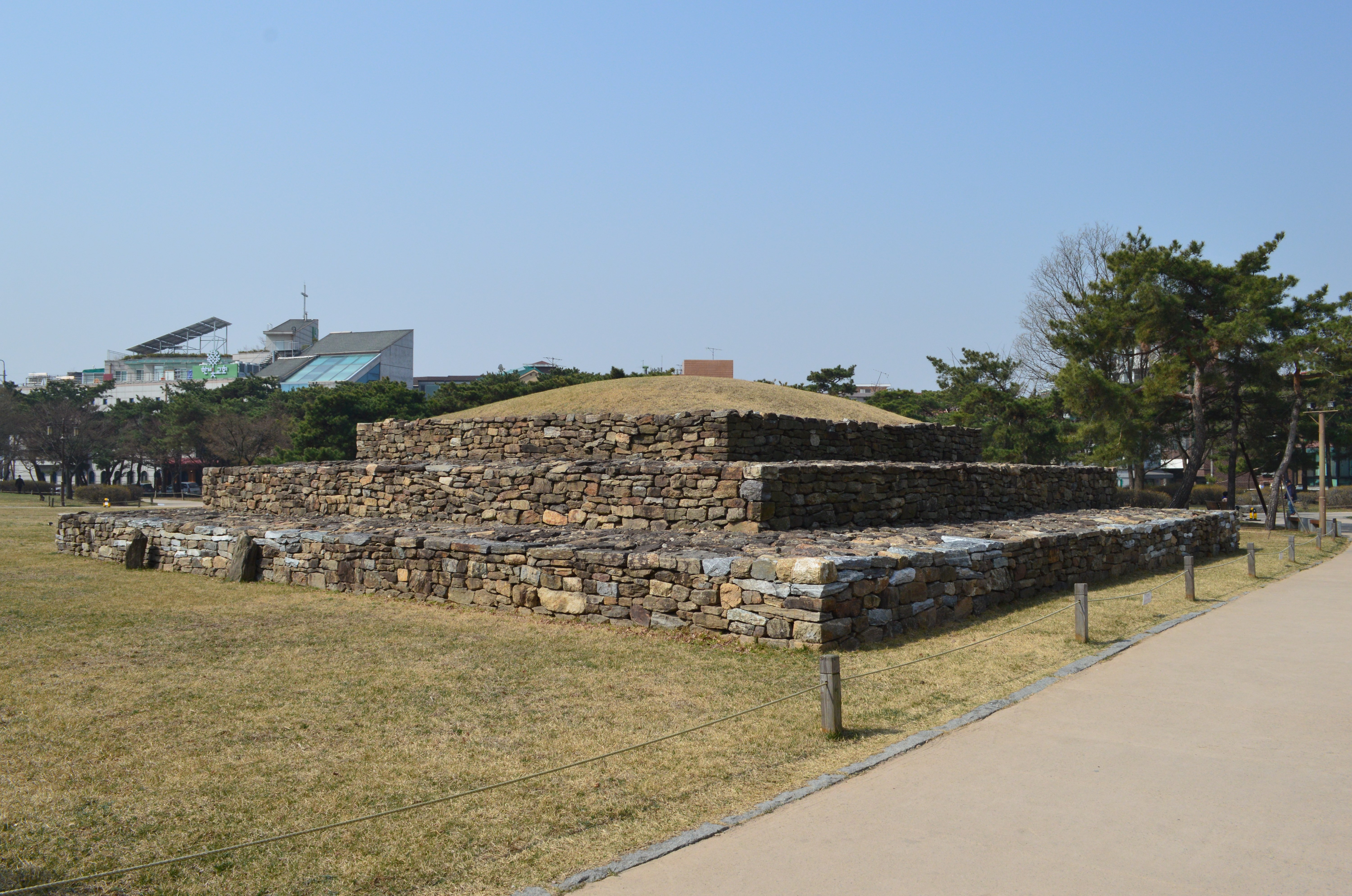
Une des à Séoul

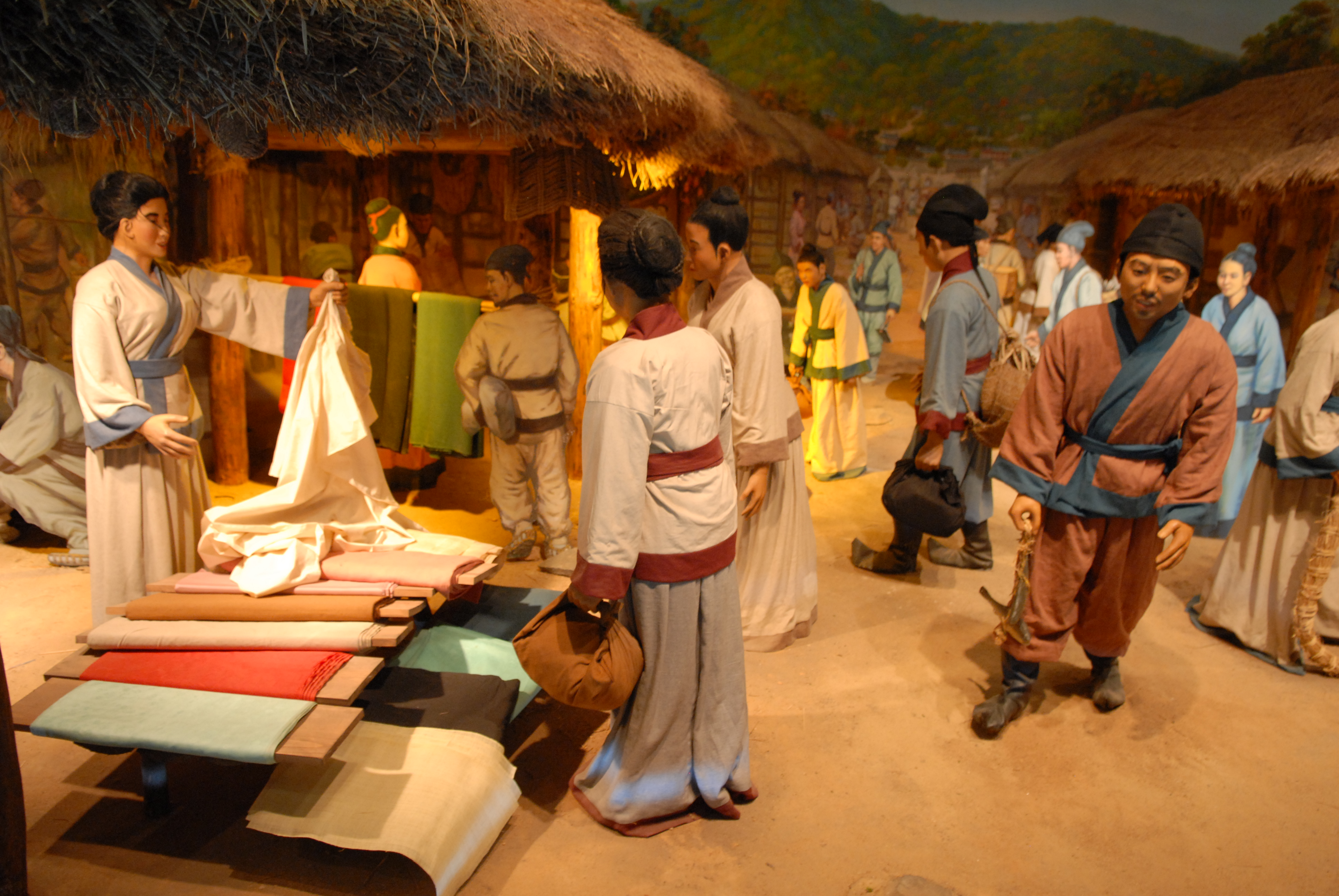
Maquette d'un marché du temps de Baekje

Vivant sur des terres moins fertiles et plus montagneuses que ses voisins, au Nord, mais surtout au Sud, Koguryo dépendait plus de la chasse, était plus instable et agressif, alors que ses voisins s'appuyaient sur une agriculture diversifiée et la pêche, et avaient vu se constituer des confédérations au cours des siècles précédents (les Samhan : les Trois confédérations). Le riz était cultivé depuis environ un millénaire dans le Sud, dans le Sud-ouest surtout : au cours des périodes précédentes, Jin et Samhan et auparavant. Avec la période de la céramique Mumun, c'est vers 800 av. J.-C. que la région du Jeolla moderne développe la culture du riz en rizières inondées, une région riche en plaines et qui, faisant face à la Chine, avait pu bénéficier avant les autres du savoir-faire chinois ; et qui allait donc devenir Baekje. Dès le VIIIe siècle avant notre ère des coréens pratiquant la culture du riz avaient migré dans l'archipel nippon, apportant leur savoir aux populations de culture Jōmon, cette apparition du riz au Japon induit une nouvelle période, Yayoi. Une deuxième vague partira du royaume de Baekje. Les relations entre le sud de la péninsule et l'archipel sont donc attestées de longue date.

## L'apogée du royaume
Selon le Samguk sagi, une des petites cités-États de la vallée de la rivière Han, dans les territoires occupés par le Mahan, s'appelait Baekje. Le royaume de Baekje n'apparaît qu'en 345 dans les sources chinoises.
Pendant le règne de Goi (234-286), l'administration du royaume est renforcée. Il abandonne l'alliance chinoise qui avait permis au royaume de se protéger de Koguryŏ, et il en repousse une tentative d'invasion en 246.
Au IVe siècle, le royaume reçoit un apport de population de la commanderie de Lelang et de Puyŏ, conquis par le Koguryŏ. Le roi Geunchogo (346-375) agrandit son territoire : en 369, il annexe ce Mahan au Sud ; en 371, il s'agrandit vers le Nord après la guerre contre Koguryŏ — au cours de laquelle il tue le roi de Koguryŏ. Le royaume de Baekje atteint alors son apogée. C'est une aristocratie guerrière qui s'est constituée avec un État centralisé.
Sous le règne de Geunchogo (r. 346-375), Baekje constitue un royaume thalassocratique (comme il en existait en Europe au temps de l'Antiquité grecque, Carthage et la République romaine) qui couvre la moitié ouest de la Corée (sauf les deux provinces du Pyongan) et disposait d'importantes colonies dans le Liaoxi (遼西), de l'autre côté de la mer Jaune, en Chine comme l'attestent les annales des Song, des Liang, des Qi et le Zizhi Tongjian. À cette époque, la culture et les techniques chinoises sont massivement adoptées. Baekje, royaume commerçant, est aussi une puissance navale, qui entretient de bonnes relations avec les élites de la région du Kansai, dans l'archipel. L'archéologie révèle qu'un afflux considérable d'immigrés venus de la péninsule arrive dans la région du Kansai au cours de la période 340-400, mais rien ne dit d'où ils proviennent exactement. Ils ont participé à la montée en puissance de cette élite, fondatrice du futur royaume de Yamato.

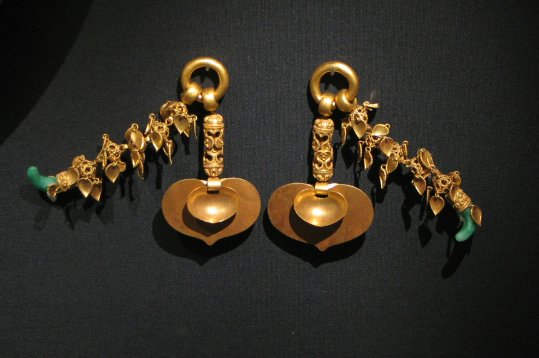
Boucles d'oreille en or du roi Muryeong. Musée national de Gyeongju
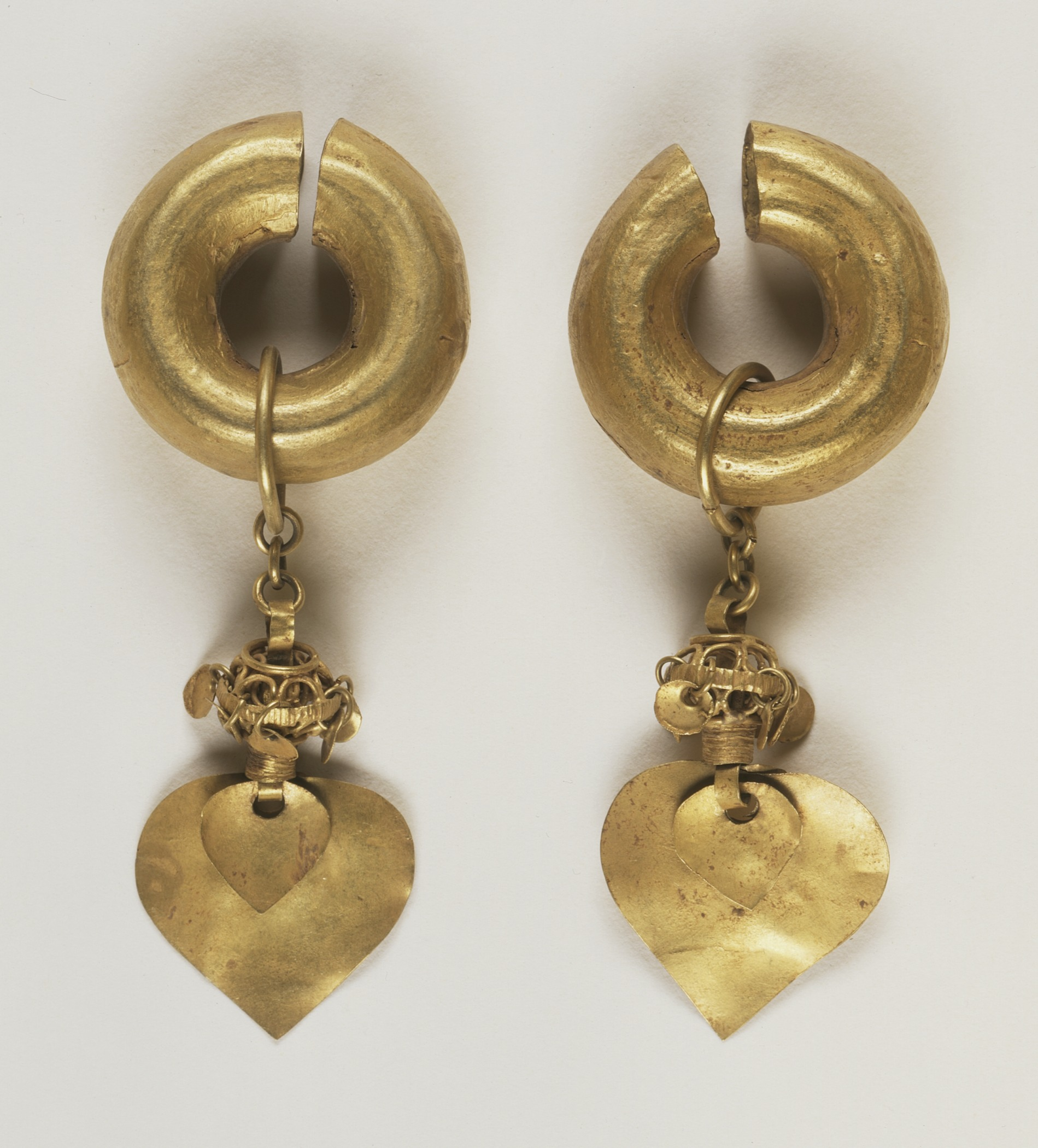
Boucles d'oreille, ateliers du royaume de Silla (éventuels cadeaux diplomatiques). Comparables à celles de Koguryo[6]. LACMA
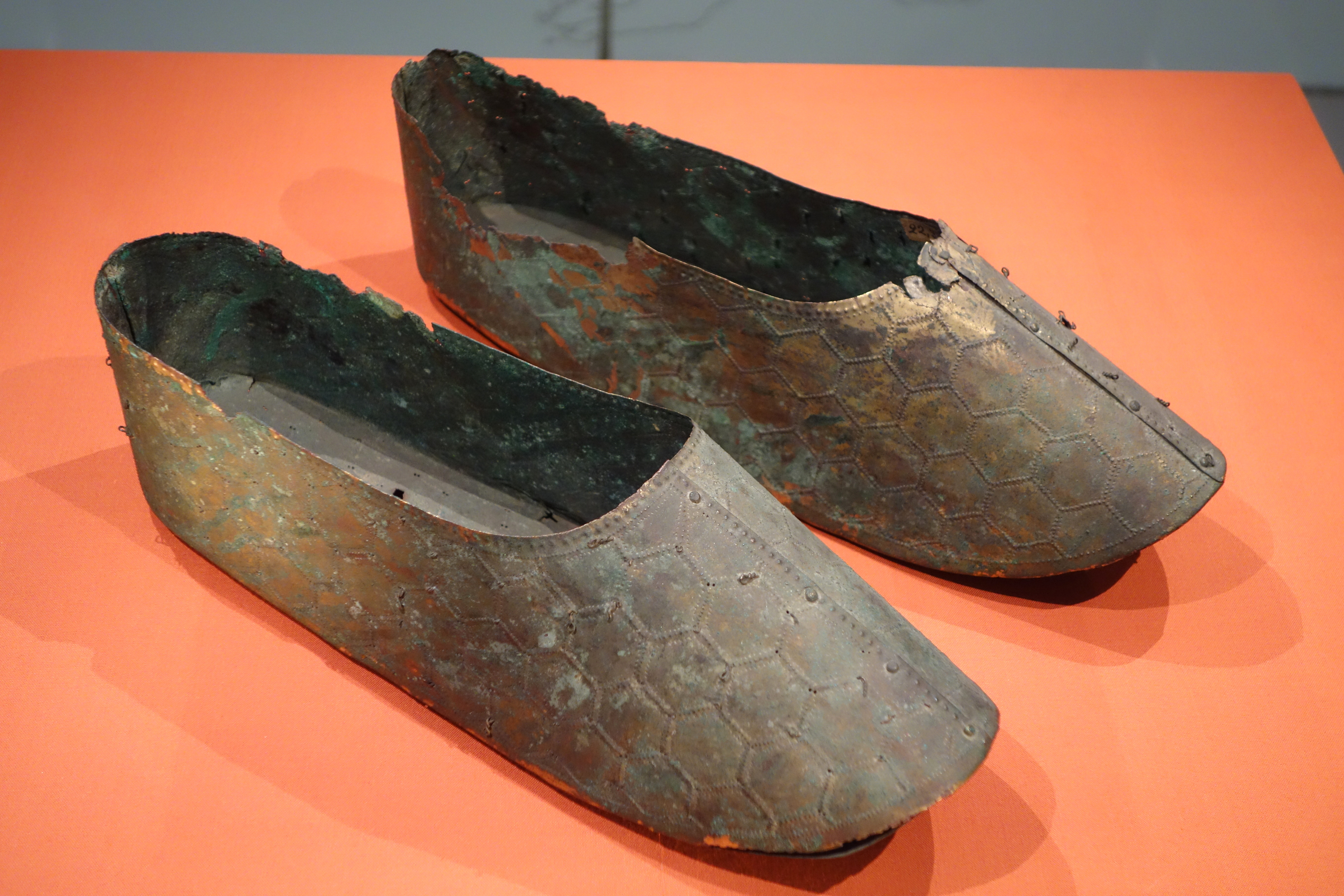
Sabots de bronze doré, semblables à ceux produits à Baekje. Eta Funayama Kofun (Kumamoto), Ve – VIe siècle. Musée national de Tokyo
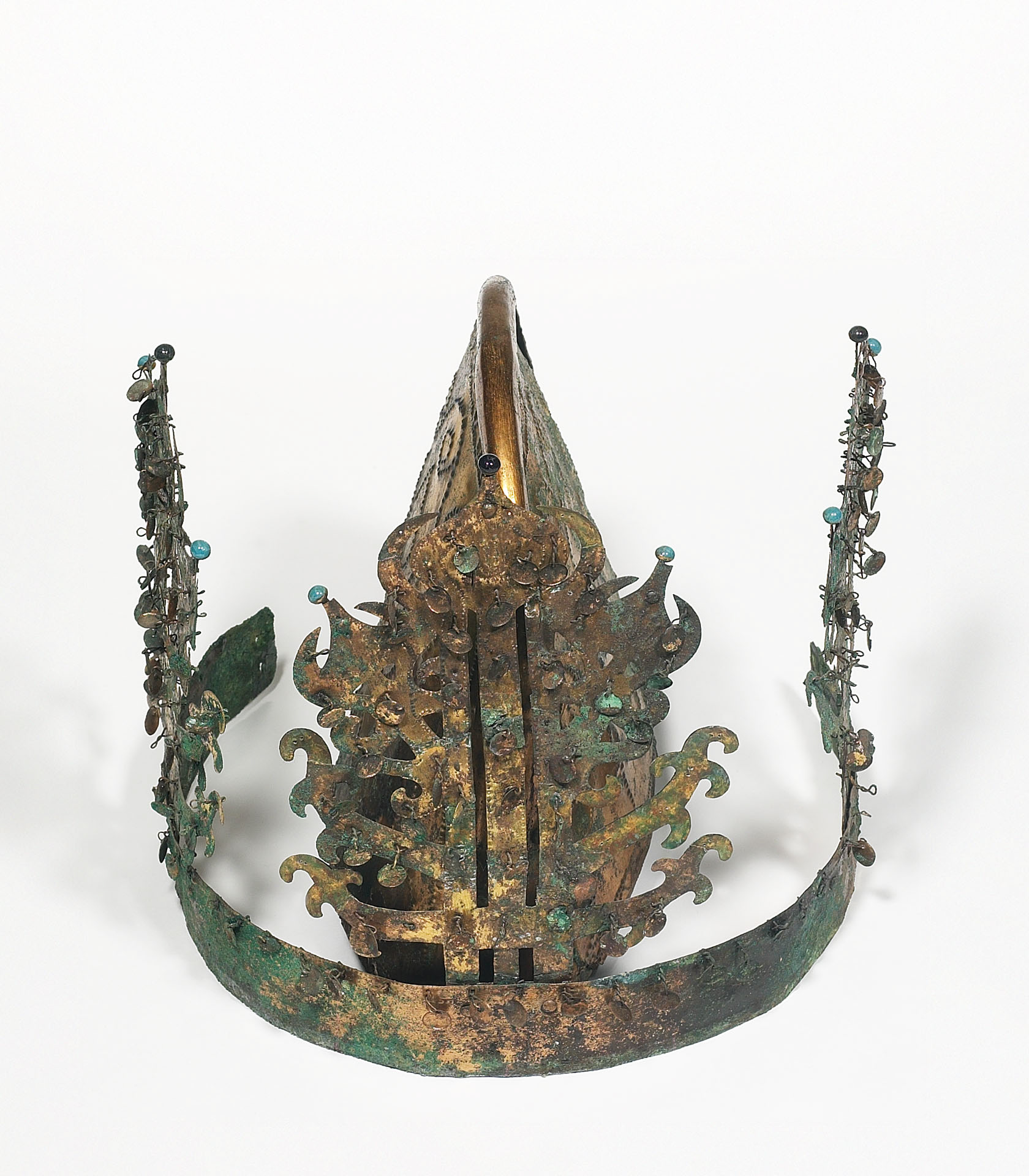
Couronne en deux parties, dont une conique. Bronze doré, H. 25,5 cm. Tombe 9, Naju. Ve – VIe siècle. Musée National, Séoul
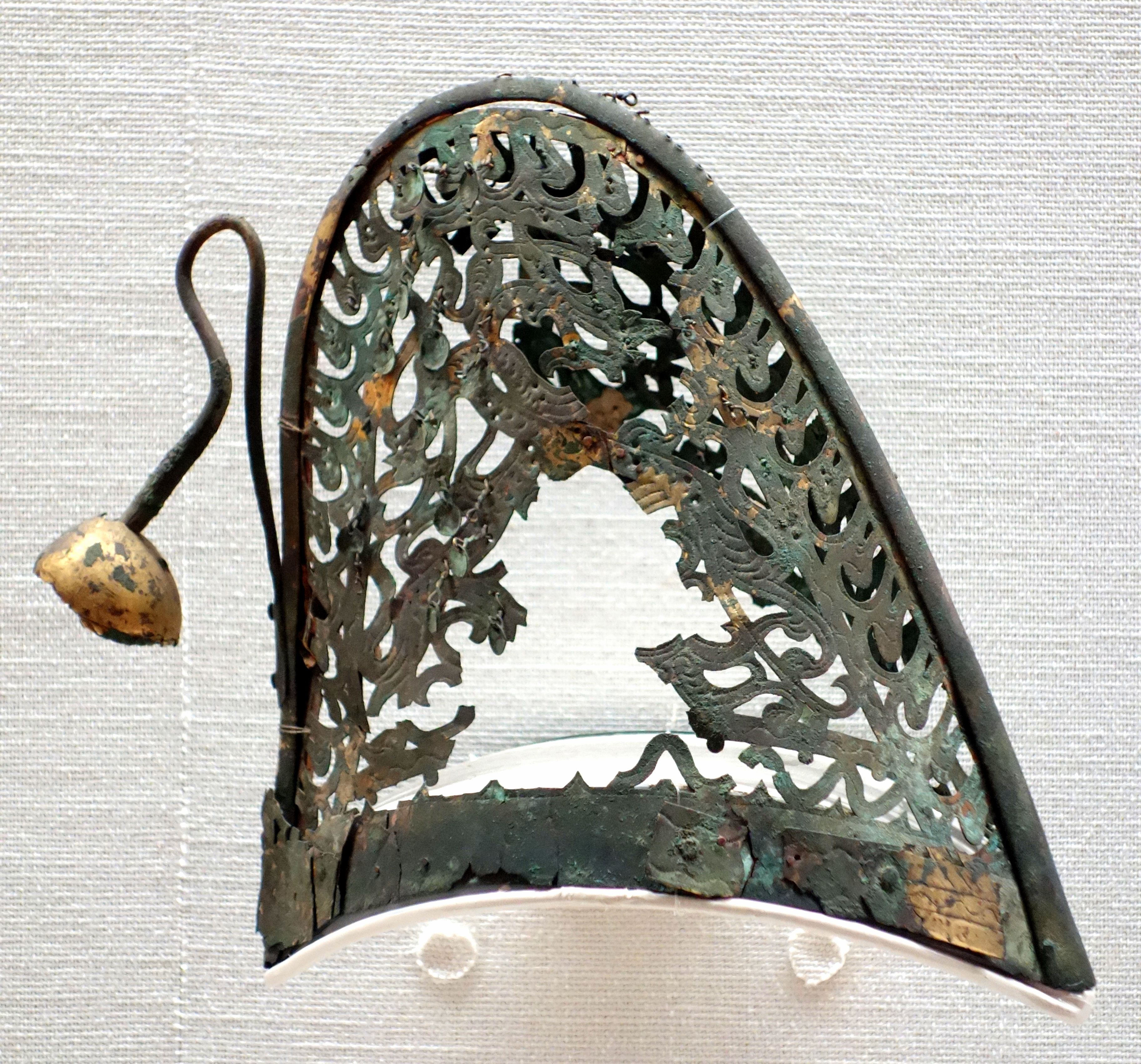
Couronne conique, bronze doré (royaume de Silla[7]). Eta Funayama Kofun (Kumamoto), Ve - VIe. Musée national de Tokyo
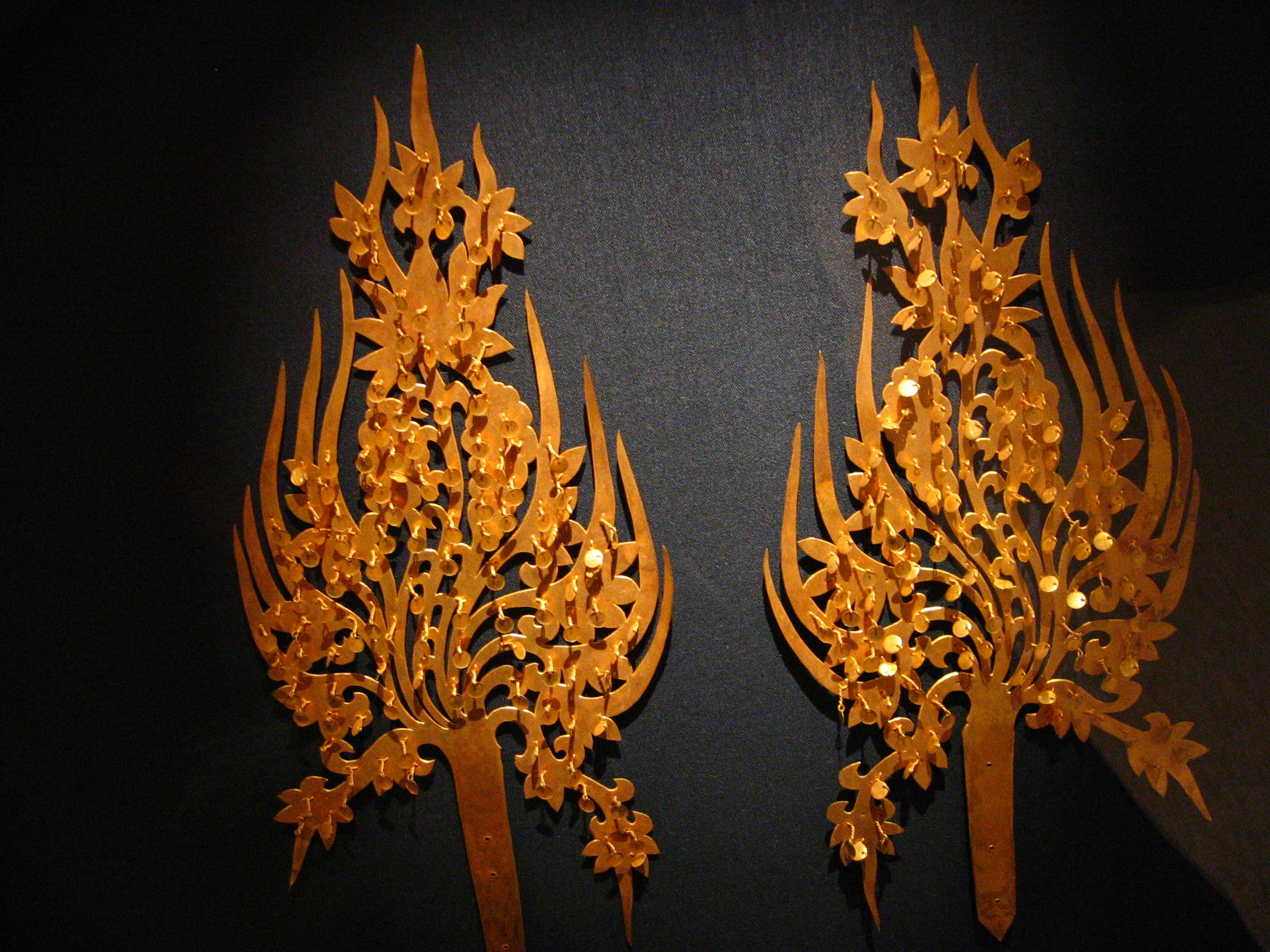
Diadème du roi Muryeong, en forme d'arbres et feuilles-pendentifs. Or, H. 30,7 cm. VIe siècle. Musée national de Corée. Séoul

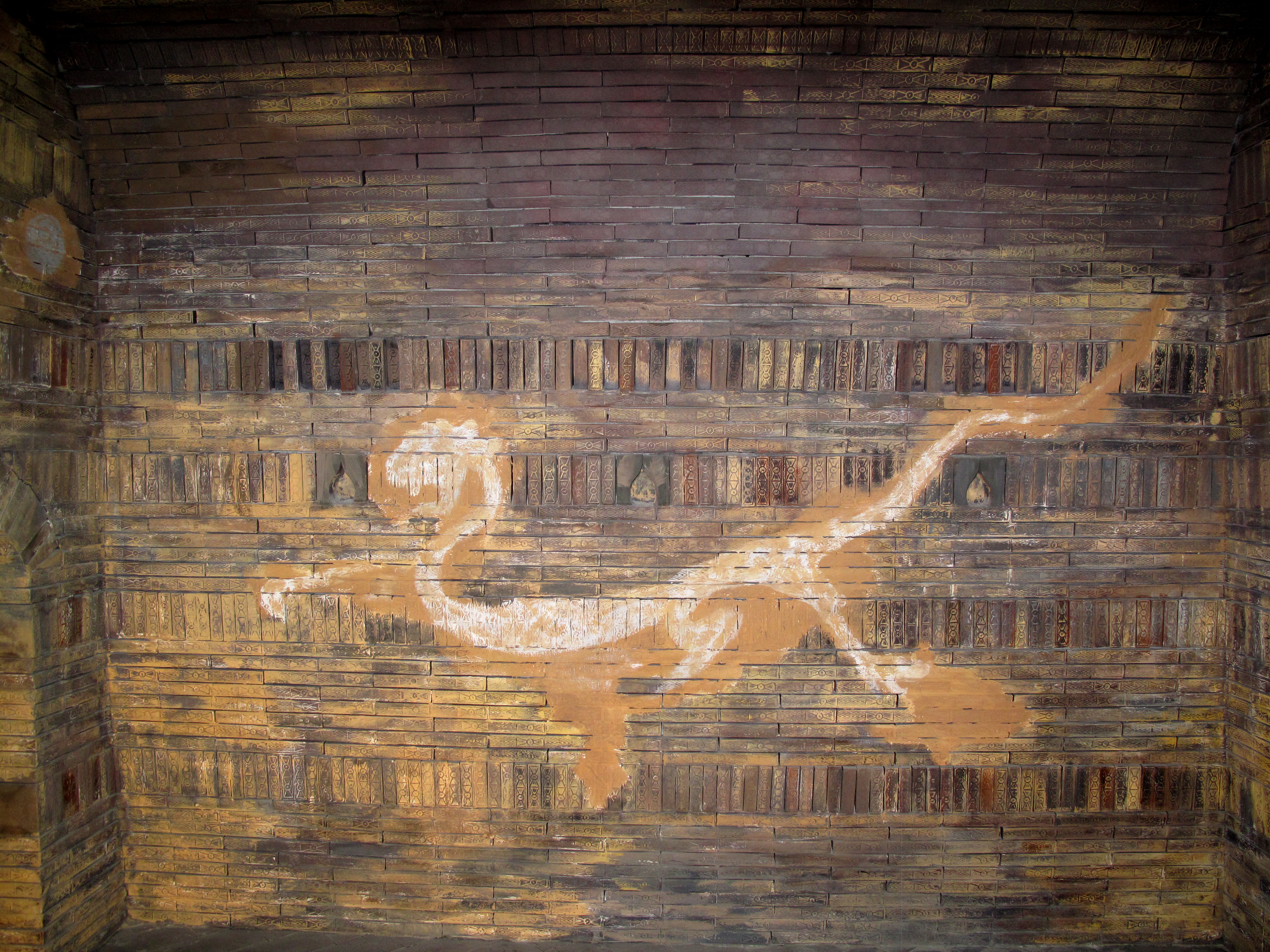
Tombes en briques à décor moulé et peinture. Réplique. Tombe royale, Songsan-ri 6

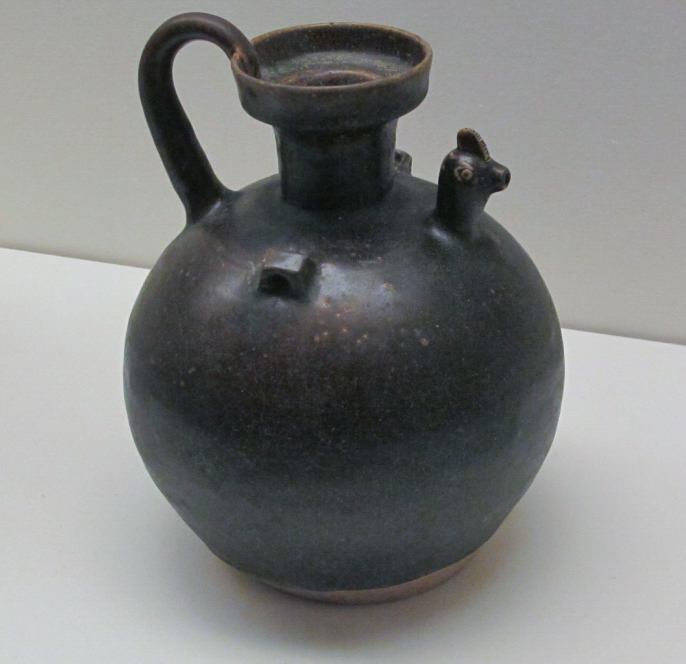
Verseuse, grès à couverte noire. Jin de l'Est (317–420). Fours de Yue, Zhejiang

Pour ce qui est des relations politiques internes, à la différence de Silla qui construit le cercle du pouvoir par des gratifications sous forme d’objets en or réalisés dans les ateliers royaux, Baekje use de produits de luxe et de technologies nouvelles d'importation chinoise qui servent aussi à stimuler la production locale : vaisselle métallique, éléments de costume et des céramiques provenant des Jin de l’Ouest (265-317), des Jin de l’Est (317-420) et des Song du Sud (420-479). Les tombes de l’aristocratie révèlent trois types de rapport au pouvoir : les plus à l’écart ne contiennent que des armures de fer et des miroirs de bronze ; dans les régions éloignées mais très liées au pouvoir on y trouve des couronnes, des sabots de bronze doré et des céramiques chinoises (céramiques noires polies, céramiques à empreintes, à glaçure et céladons) ; les plus proches du pouvoir ne comportent que des ornements de coiffure et des céladons. Par ailleurs, toutes les tombes sont bien moins somptueuses que celle de Silla et Gaya, qui accumulent trésors et morts d’accompagnement. Ici la chambre funéraire ne comporte que quelques objets qui accompagnent le cercueil. Dans les régions où l’influence de Baekje est la moindre, les tertres funéraires rivalisent par la taille. Ces tertres géants tendent à disparaître pendant la période Ungjin et il n’y en a plus ensuite : l’unification du royaume aurait été achevée. Durant la période 475-554 les premières briques à décor en fleur de lotus apparaissent. L'une d'entre elles porte l'inscription qu'elle est conforme aux prescriptions en usage à la cour des Liang (502-557).
Taoïsme. Sur un site de Séoul, de la période Hansōng, un espace consacré aux rituels pour la pluie, célébrés par des membres de statut royal, révèle des pratiques taoïstes.
Baekje envoie à la cour de Yamato, encore à l'état naissant, quelques représentants. Ainsi entre 430 et 470, période où ce type de pratique est devenue rare, il envoie un artisan talentueux, un lettré ayant des ancêtres chinois et, en 461, un membre de la famille royale. Le principal ancrage de Yamato sur la péninsule étant, alors, Gaya. En effet, dans l'archipel, la période Kofun a vu la montée en puissance, au Ve siècle, de l'élite de la région du Kansai, le Yamato. Cette période s'achève d'ailleurs avec l'instauration d'un État, avec à sa tête le tennō, le souverain.

## Le recul de Baekje et la période Sabi (538-660)

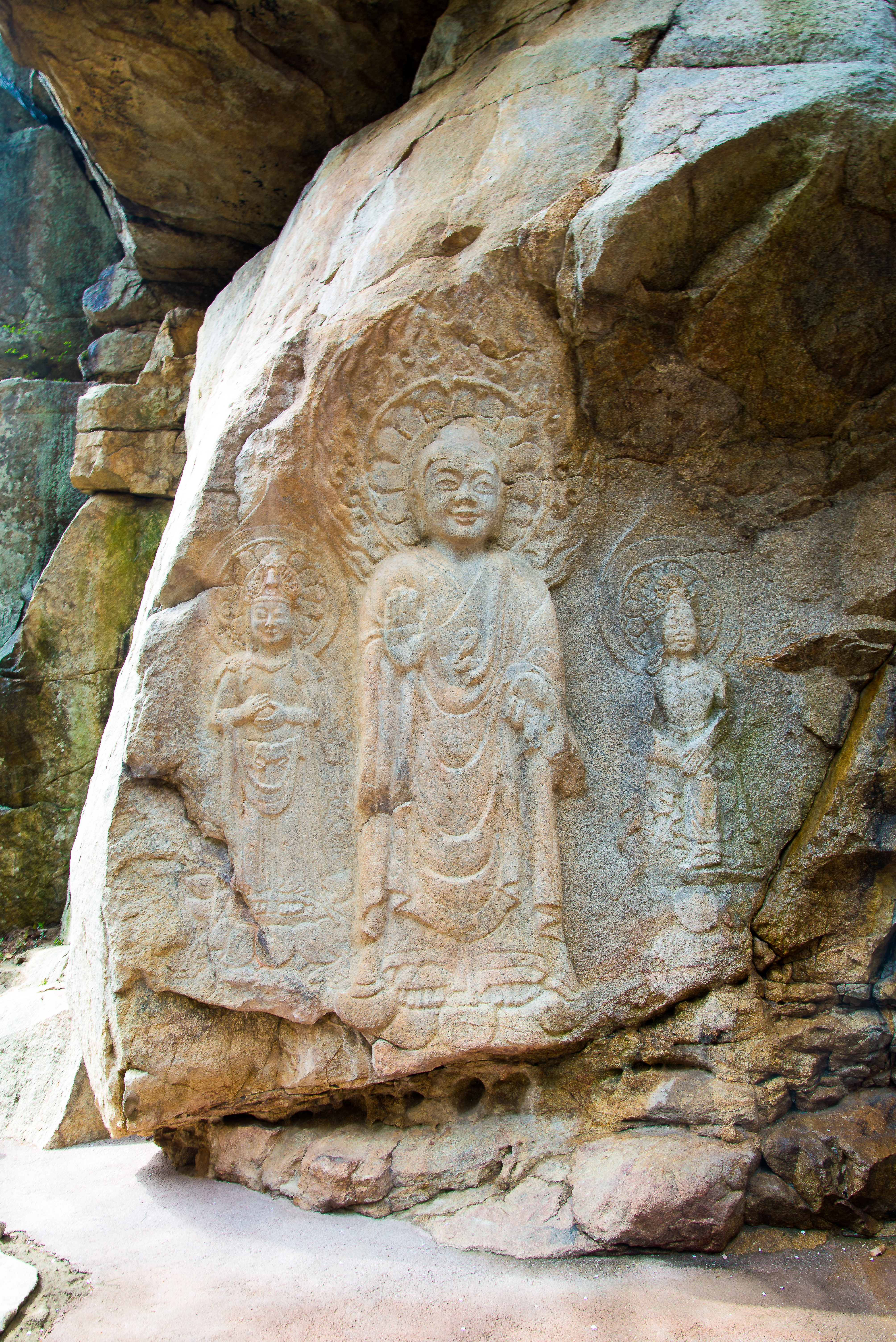
Triade de Seosan (en). VIe siècle. Gayasan, Unsan-myeon, Seosan
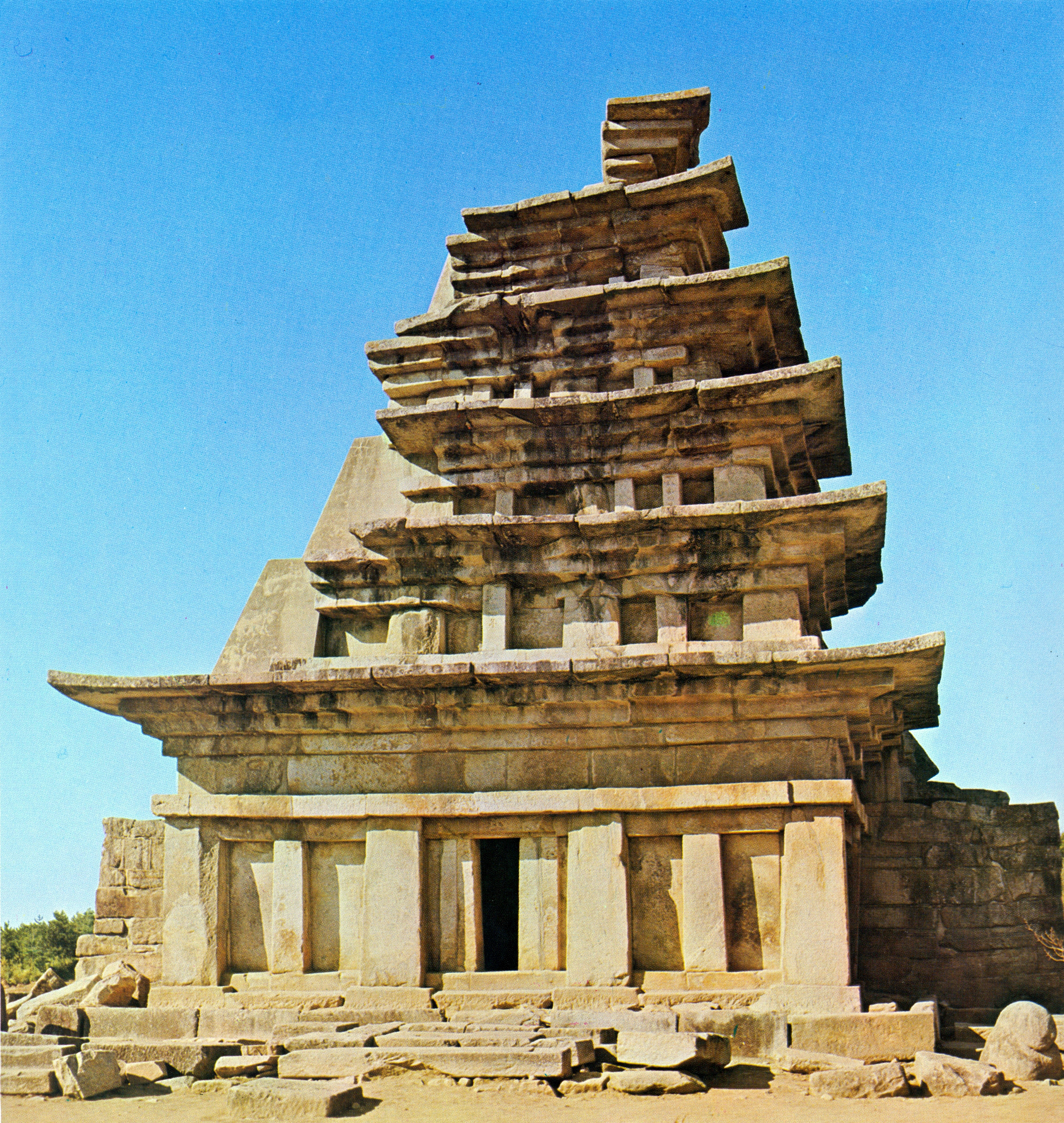
Mireuksa. Pagode occidentale, datée 639. Iksan
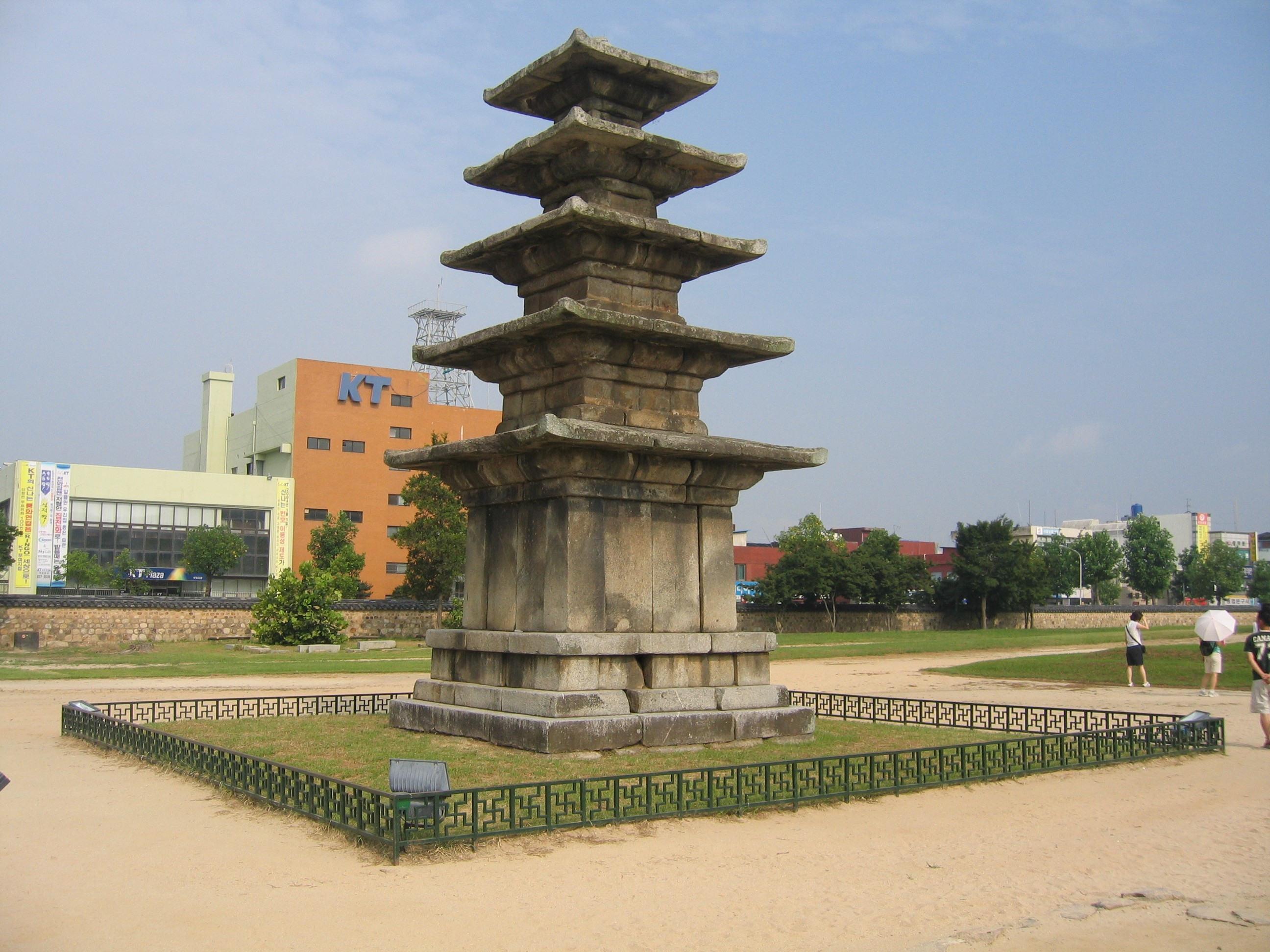
Jeongnimsa. Pagode à cinq étages de Baekje. Buyeo
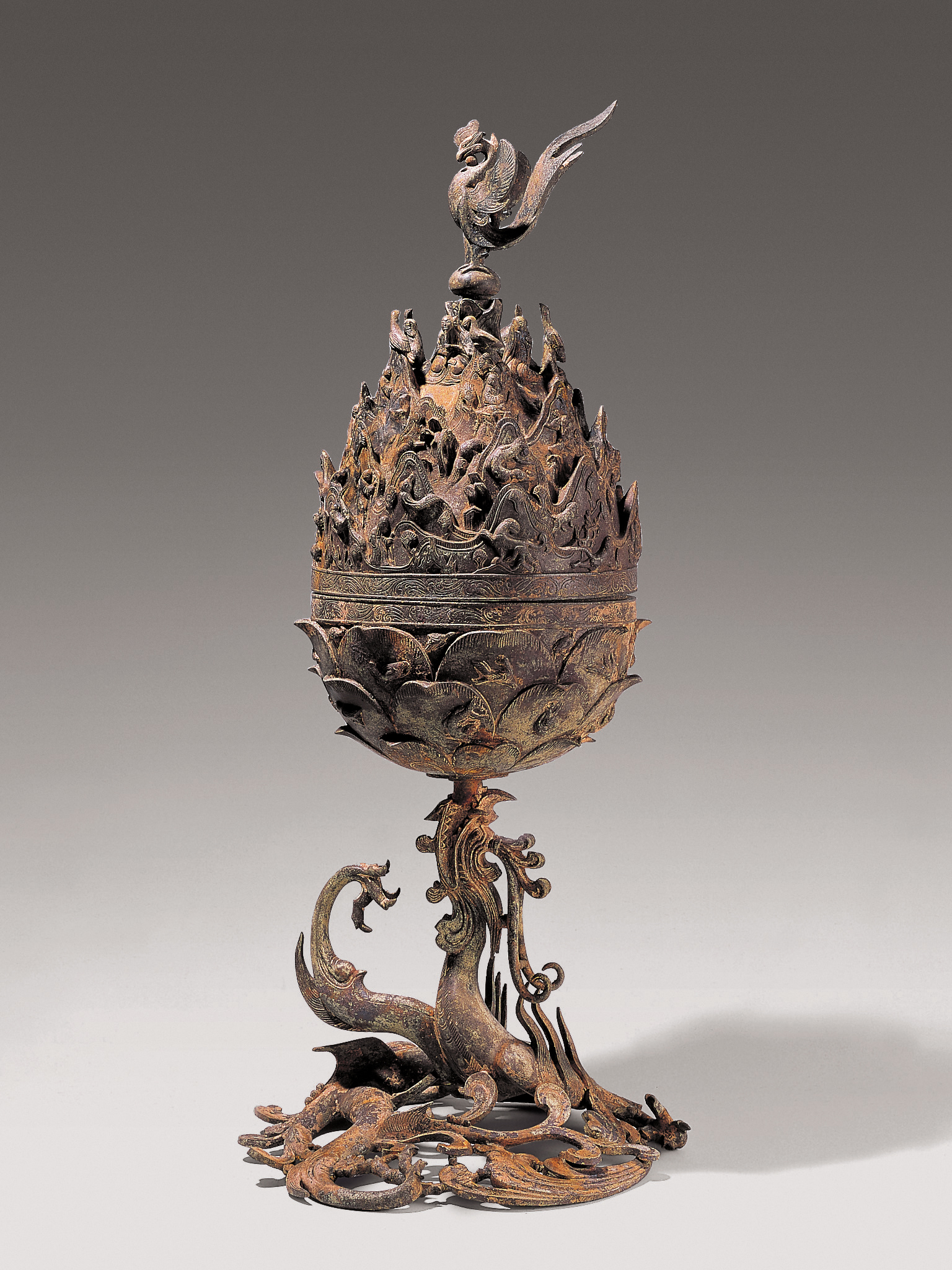
Brûle-parfum d'origine chinoise, bronze doré, H. 62,5 cm. Déposé à l'époque Sabi (538-660). Trésor national n° 287. Buyeo National Museum

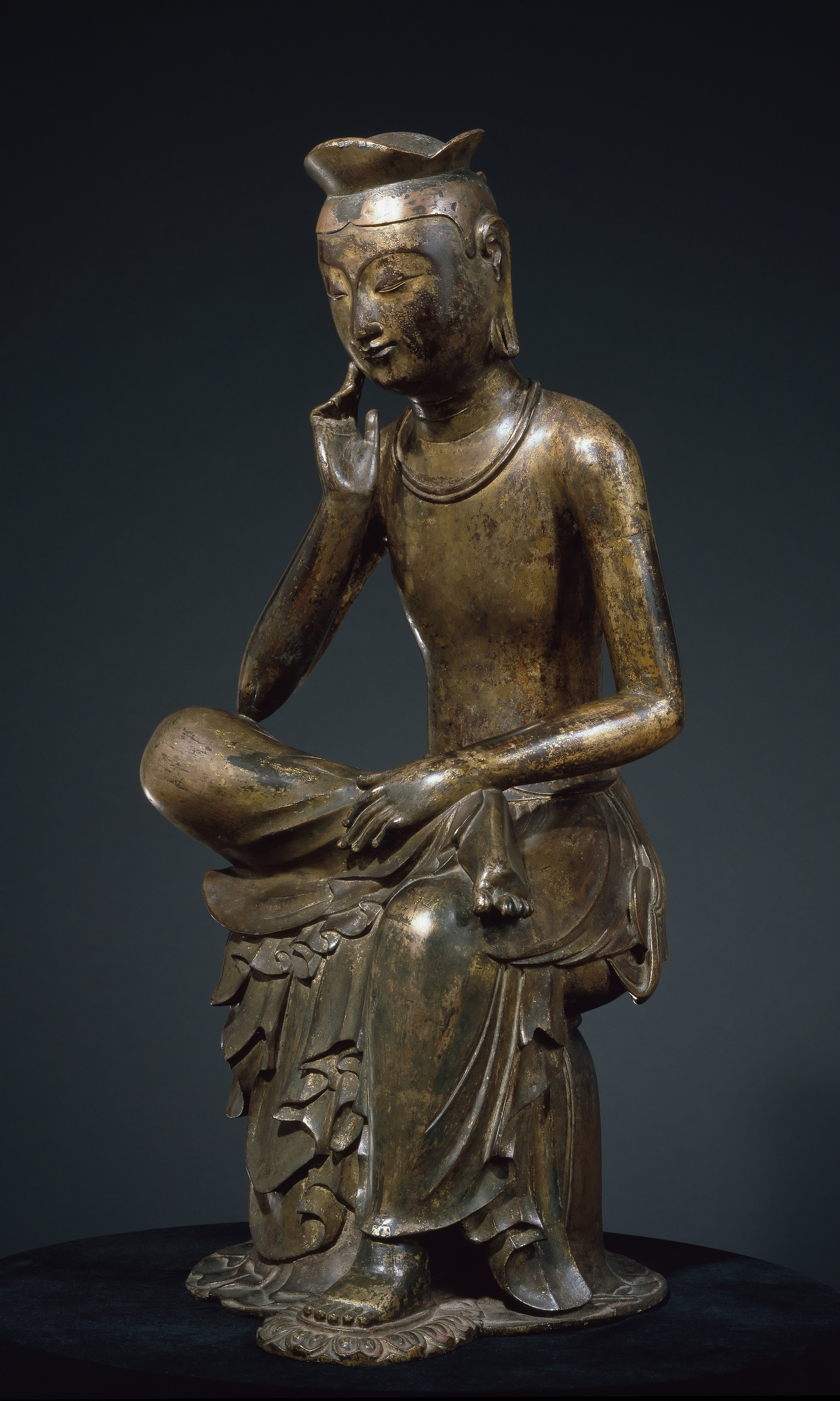
Maitreya en méditation. Bronze doré. 93.5 cm. Corée, fin -début, probablement Silla en cours d'unification. Musée national de Corée

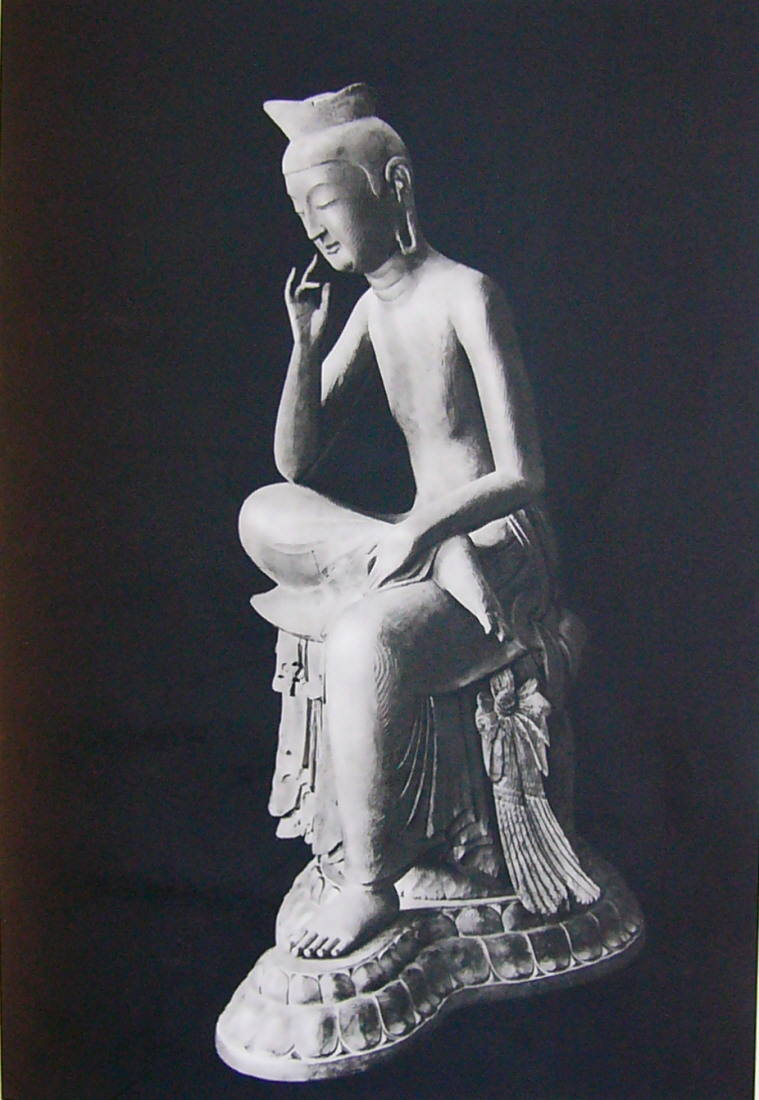
Bodhisattva Maitreya. Pin rouge, traces de laque originellement dorée, H. 123.5 cm, probablement début VIIe siècle. Kōryū-ji

Après cette période, Baekje recule face à la pression continue des armées de Koguryŏ. En 475, la capitale Hansŏng (actuelle Séoul) est prise par les troupes de Koguryŏ. Après cette invasion, la capitale est déplacée à Ungjin (actuelle Kongju).
En 538, le roi Sŏng établit sa capitale à Sabi (actuelle Buyeo [Puyŏ]), renforce le pouvoir royal, et reconstitue la puissance de son royaume. Le nom officiel du royaume devient Nambuyŏ (남부여, 南夫餘 c’est-à-dire Puyŏ du Sud, en référence au Puyŏ d'où Baekje tirerait ses origines). La période de Sabi voit la renaissance de la culture de Baekje, avec le développement du bouddhisme en Corée.
Un traité militaire est signé avec Silla contre Koguryŏ. Silla en profite, alors, pour s'affranchir de la tutelle de Koguryo et annexe les cités-États de Gaya. En 553, Silla et Baekje décident d'occuper la plaine du fleuve Han, tandis que Koguryo se défend contre des attaques de tribus mongoles. Chacun aurait profité d'une rive du fleuve.
Or Silla s'approprie rapidement les deux rives du fleuve. Sur les conseils de son fils Ch'ang, le roi Song de Baekje se lance donc contre Silla, mais la bataille leur est fatale en 554. Le fils ayant pris des risques, son père vient à son secours. Mais il se fait capturer. Il sera décapité. Le fils ne pouvant, dans ces conditions accéder au trône, il décide de se faire moine. Finalement une centaine de personnes se fait tonsurer à sa place pour qu'il puisse être couronné ensuite. Lui et sa sœur feront beaucoup pour le développement des rituels bouddhistes. Elle-même en prend la charge au temple Nūng qu'ils ont fait construire (v. 566).
C'est dans une annexe de ce temple bouddhiste que l'on a retrouvé ce brûle-parfum en bronze doré de très grande taille (H. 62,5 cm) qui reproduit la traditionnelle montagne aux immortels taoïstes, suivant un modèle chinois datant de la dynastie Han. Par ailleurs, les funérailles royales se font alors en deux temps, séparés par un laps de 27 mois et sur deux sites différents, selon une tradition propre à Baekje. Tout cela témoigne de pratiques imbriquées issues de plusieurs traditions, dont le bouddhisme et le taoïsme. La culture bouddhiste de Paekje effectue alors la synthèse des traditions qui cheminent le long des Routes de la soie. Le célèbre Maitreya témoigne de cet apogée de la culture coréenne au début du VIIe siècle. Si les archéologues s'accordent pour penser que la statue a été réalisée à Silla, elle représente néanmoins la quintessence du style Paekje, caractérisé par un « certain sourire » propre à l'art bouddhiste du royaume à ce moment de son histoire».
C'est à cette époque que sont construites les pagodes de pierre de Mireuksa, à Iksan, et Jeongnimsa, à Buyeo. Certains de ces monuments sont des témoins de l'ancienne architecture coréenne en bois, disparue.
Durant la guerre contre Silla, Paekje demanda de l'aide au Japon. L'entreprise japonaise échoua, mais la plus grande partie de l'aristocratie de Paekje émigra définitivement, après la chute de 660, à la cour de la dynastie Asuka (538 à 710). Elle y aurait conservé ses traditions. Et la figure pensive de Maitreya serait ainsi arrivée au Japon, dans les bagages des émigrés pour être interprétée par un sculpteur sur bois et laqueur japonais.
« Depuis, ces liens entre le sud de la péninsule coréenne et le Japon ancien ont été systématiquement récupérés par les nationalistes des deux bords, chaque camp y voyant le justification de ses droits à dominer l'autre. »
Avec les nombreux contacts et émigrants de Baekje partis s'y installer (dont les fondateurs du clan Kudara no Konikishi), ils ont participé au développement de la culture japonaise. On peut ainsi évoquer Nara, ville dont le nom proviendrait du terme Baekje pour royaume ; cette ville a été conçue et construite par des immigrants venus de Baekje. Le Japon doit encore l'introduction du bouddhisme et le temple de bois d'Hōryū-ji à l'influence de Baekje. De plus, plusieurs familles de l'élite coréenne se lièrent à la famille des souverains japonais.[réf. souhaitée]

## Céramique
Dans le royaume on assiste à une intense production de récipients pour les aliments, d'une grande variété et d'une qualité remarquable. Deux types de cuissons permettent, soit à basse température, 700-900 °C, une terre cuite, qui aurait probablement été réservé à la cuisson, soit à haute température, au-delà de 1 000 °C, des grès qui auraient été destinés à la conservation des aliments. Les céramiques sont aussi destinées à la production de briques, dont certaines sont moulées de motifs paysagers qui reflètent à un certain degré les peintures décoratives de l'époque, probablement de couleurs vives.

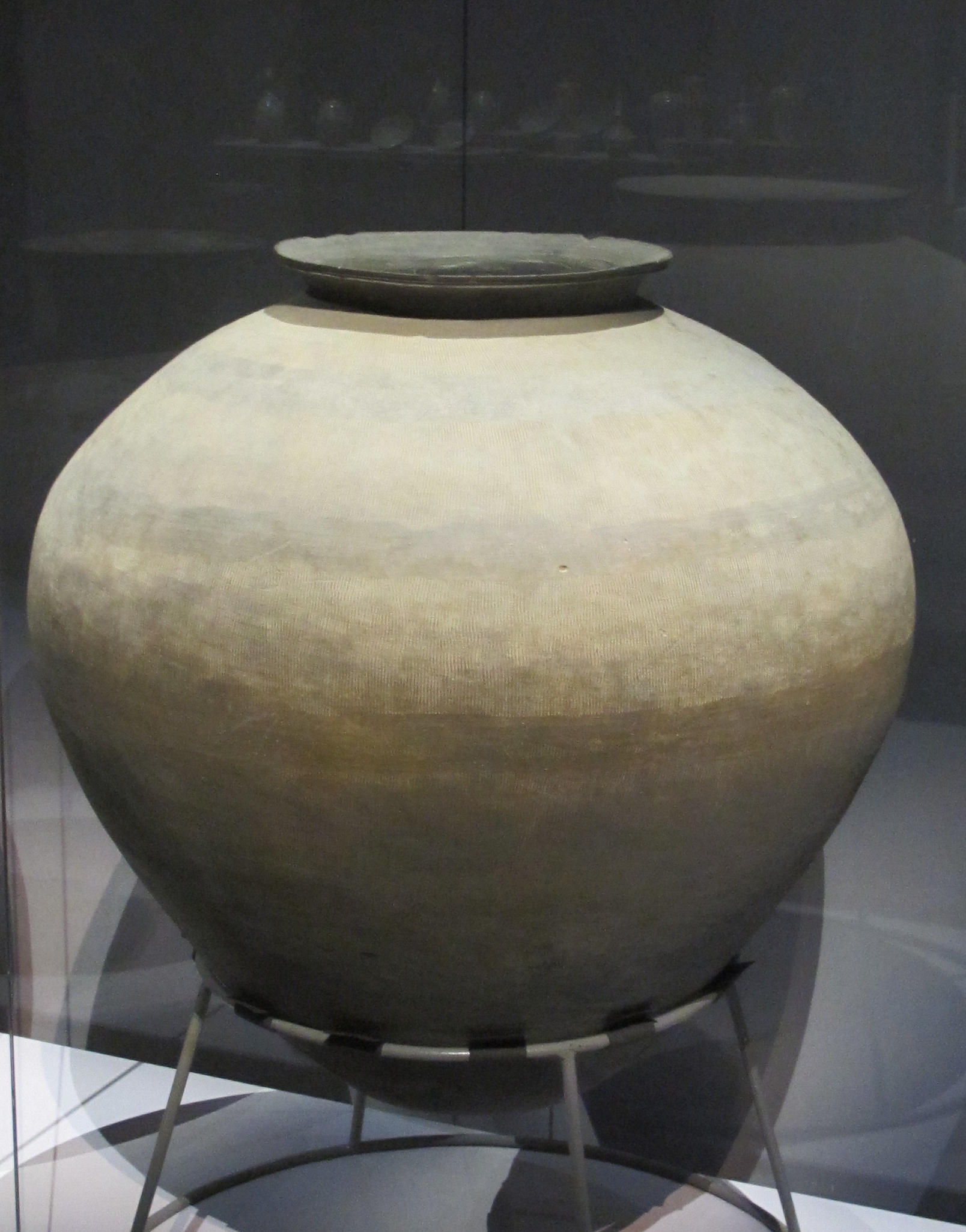
Jarre. Baekje. Grès, H. 70 cm. Musée National de Buyeo
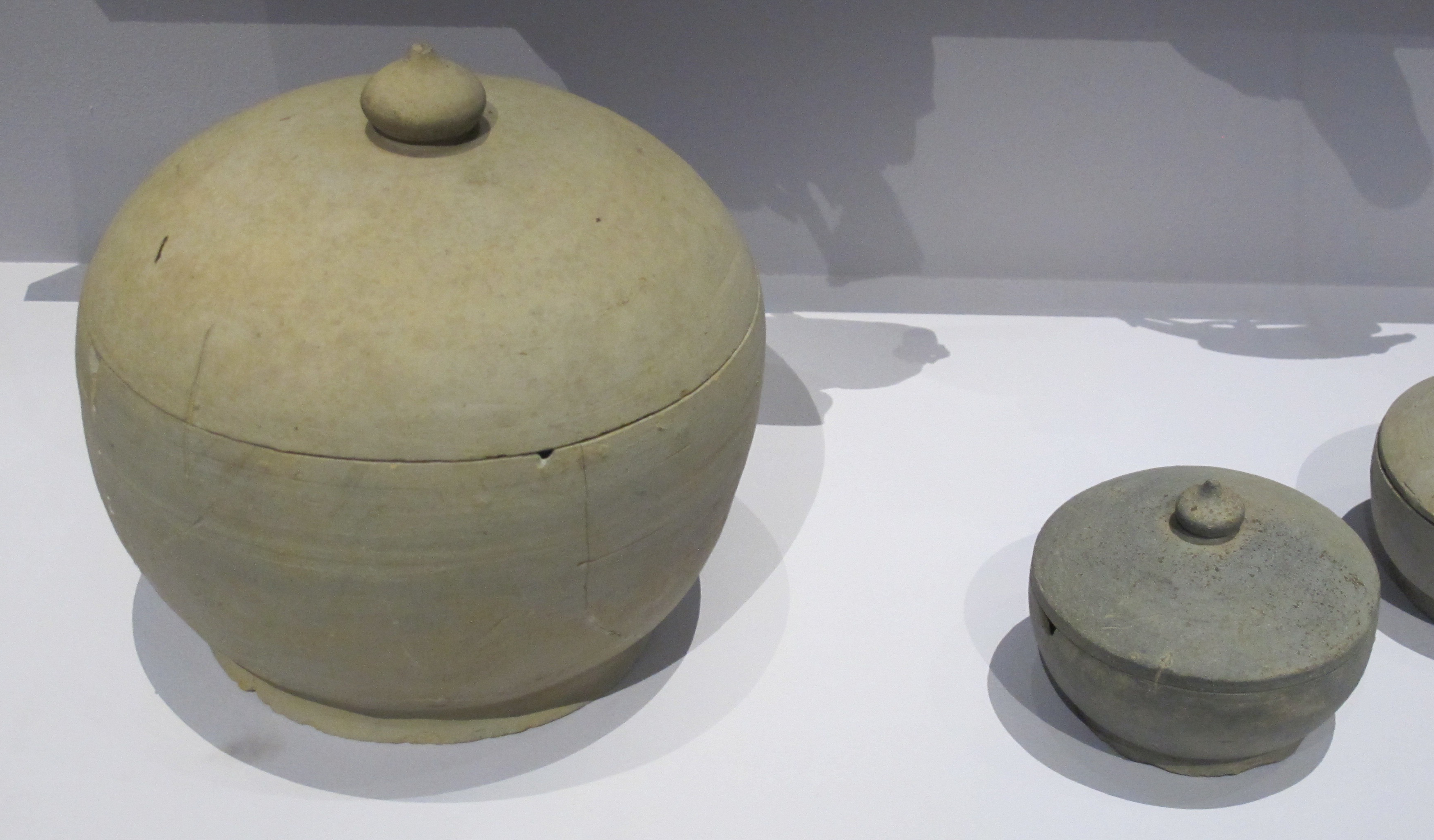
Bols à couvercles. Grès, H. max 17,6 cm. Baekje, période Sabi. Musée National de Buyeo
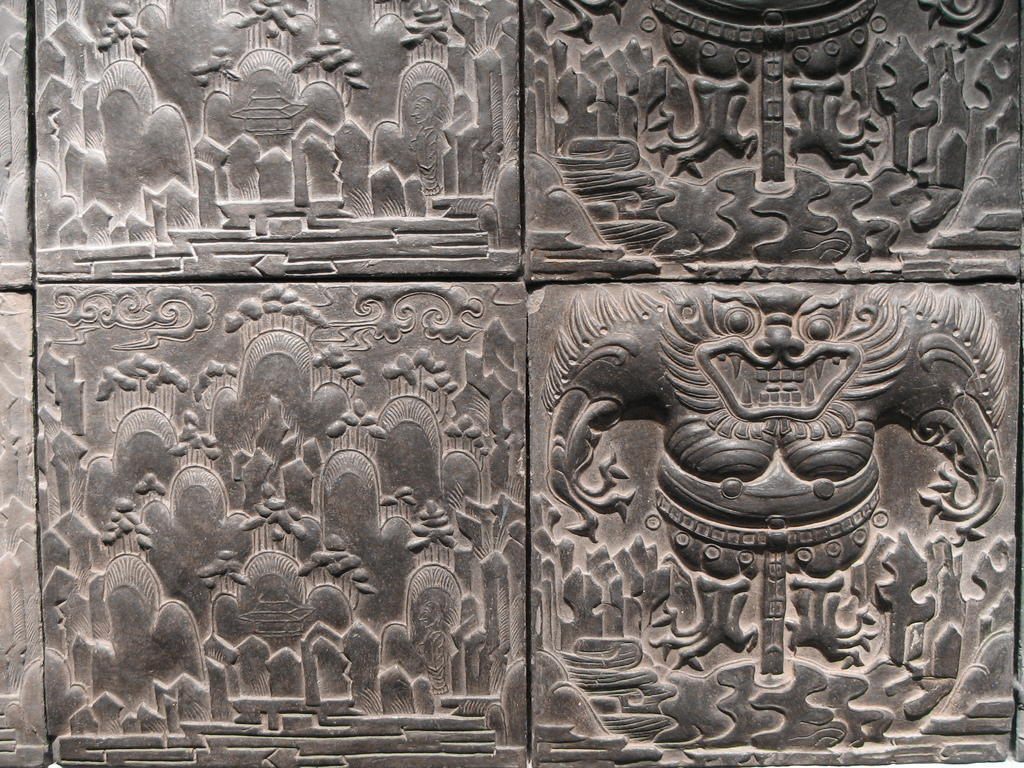
Briques de toit ou de terrasse. Terre cuite moulée à décor de paysage et de monstre[22] H. 30 x P. 4,5 cm. env. Musée National de Corée, Séoul
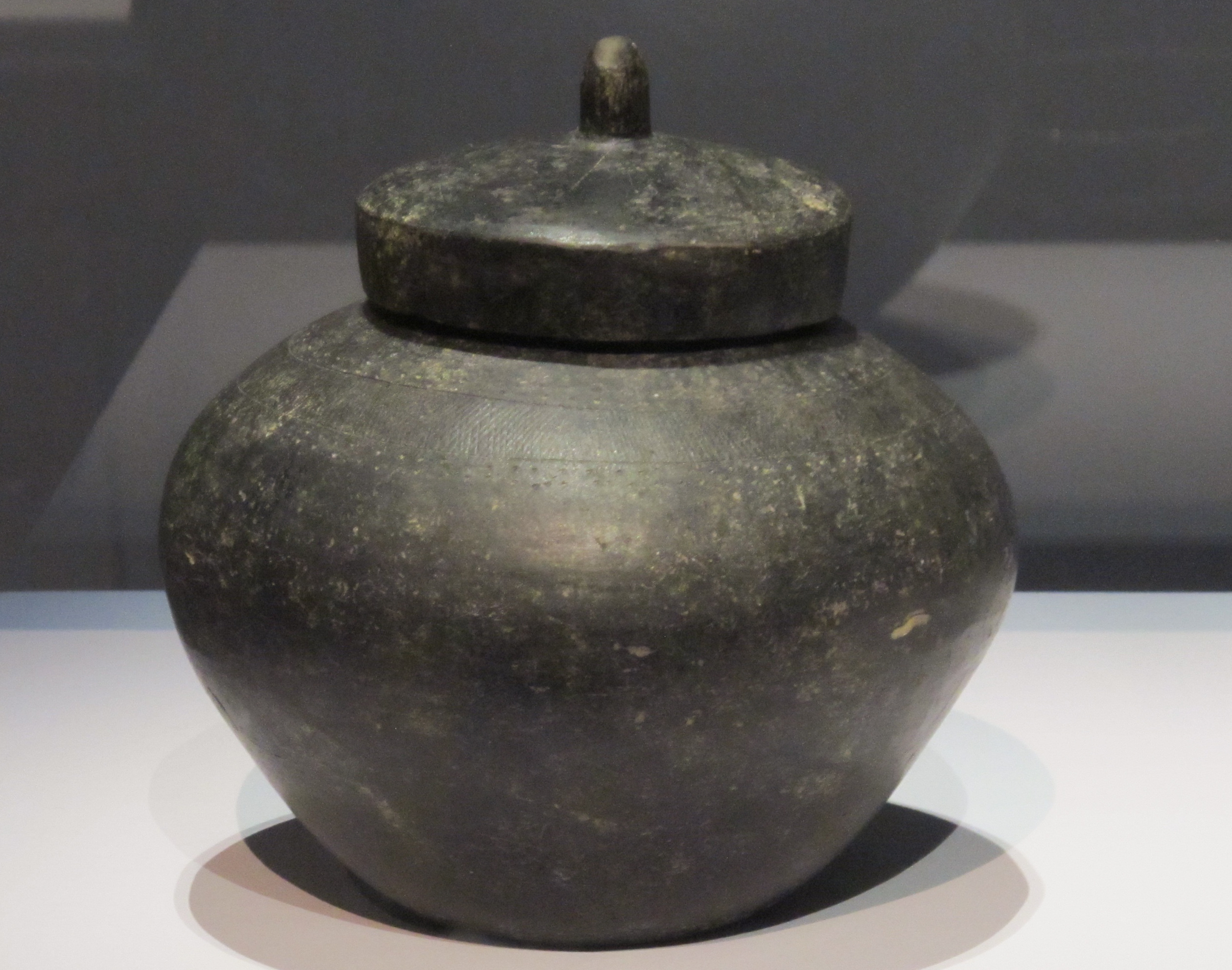
Jarre au lustre noir, imitant l'aspect du laque. Grès, H. 20 cm. Baekje. Ve siècle. Musée national de Gongju
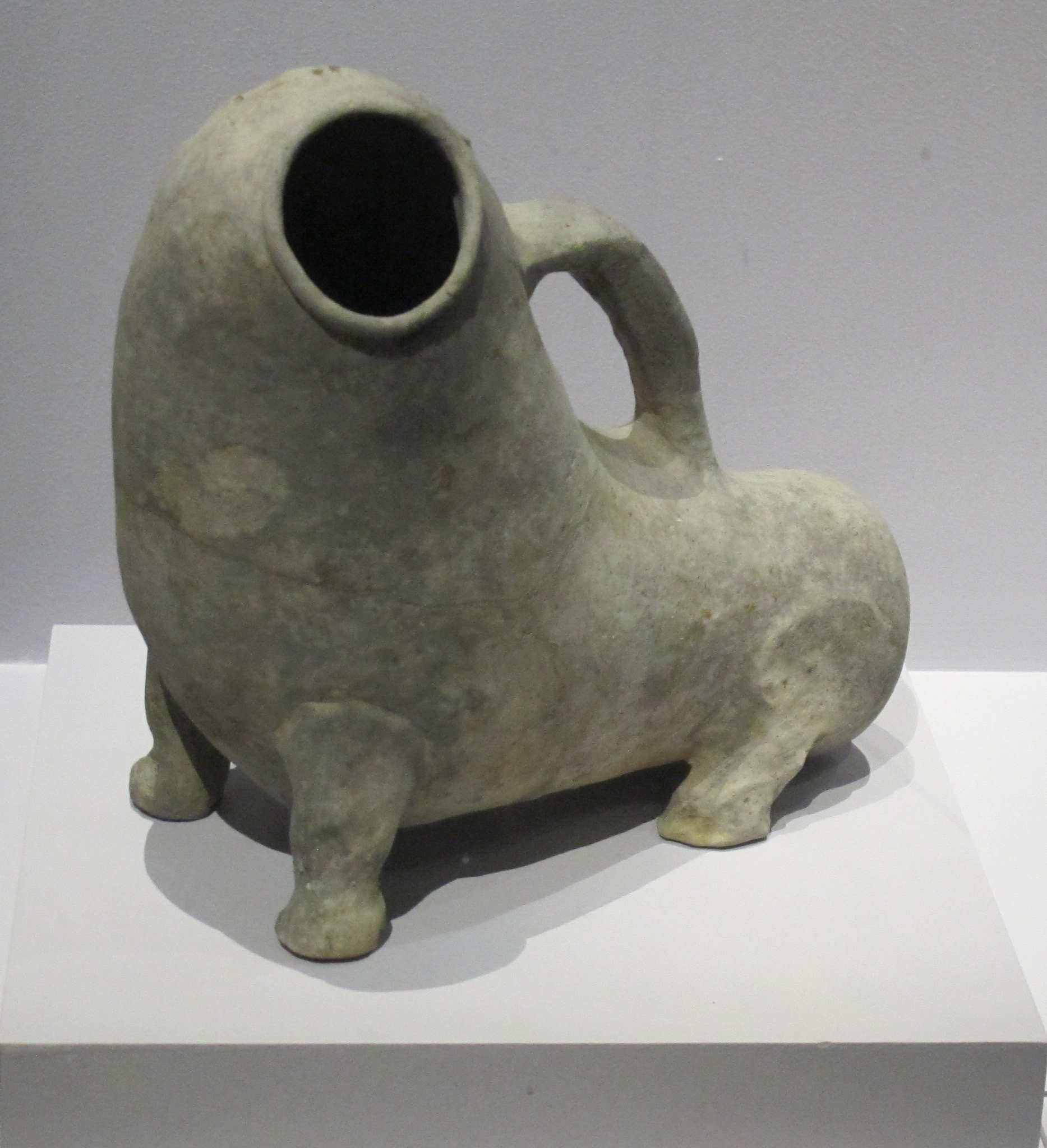
Urinal[24] Grès, H. 26,5 cm. Musée National de Buyeo

## Un patrimoine culturel exceptionnel protégé
Les principaux témoins archéologiques de cette époque sont protégés et ont été inclus dans la liste du patrimoine de l'Unesco dans le groupe des aires historiques de Baekje. Ce sont notamment les forteresses Gongsanseong et Busosanseong, les temples Jeongnimsa et Mireuksa, les tombes royales  de Songsan-ri et de Neungsan-ri, les remparts de Naseong et les sites archéologiques de Wanggung-ri et de Gwanbuk-ri.

## Baekje postérieur
Il a existé un royaume de « Baekje postérieur », de courte existence, à l'époque des Trois Royaumes tardifs (892–936) lors des derniers temps de la dynastie de Silla.

## L'histoire réécrite auXXesiècle, pendant la période coloniale
En 1925, pendant la période coloniale, un Comité d'histoire coréenne, parrainé par le Japon, réécrit l'histoire en faveur du Japon. La présence coréenne en Mandchourie est gommée, les royaumes de Baekje et Gaya sont décrits comme des colonies japonaises avant la lettre.